# Danielle Proskar
Danielle Proskar (* 13. März 1964 in Wien) ist eine österreichische Filmregisseurin, Kamerafrau und Drehbuchautorin.

## Leben
Sie absolvierte ihre Studien 1995 in den Fächern Regie und Kamera bei Peter Patzak und Christian Berger an der Filmakademie Wien. Von 1990 bis 1992 war sie als Kameraassistentin für das Studio Südeuropa des ZDF u. a. in den Kriegsgebieten des ehemaligen Jugoslawiens tätig. 1993 wirkte sie als Puppenspielerin in der Sendung mit Clown Habakuk im ORF Kinderfernsehen mit. Zwischen 1993 und 1999 arbeitete sie wieder als Kameraassistentin und Kamerafrau bei Fernsehspielen, Serien und Dokumentationen in Österreich und Deutschland. Sie unterstützte die Arbeit von Heide Pils, Peter Patzak, Peter Weck, Gero Erhardt und Ernst Trost.
Seit 1996 ist sie für Konzept und Regie von Industrie- und Imagefilmen, bzw. Porträts und Dokumentationen verantwortlich. Zu ihren wichtigsten Auftraggebern gehören außer dem ORF noch die Firmen Siemens, Pfizer, Baxter, McKinsey, Raiffeisen, Tyrolia, das Rote Kreuz, die Stadt Wien, das Bundesministerium für Äußeres und das Land Niederösterreich.
2003–2004 führte sie bei 15 Folgen der ORF-Kinderserie Tom Turbo Regie.
2005 drehte sie ihren ersten Kinofilm, den Familienfilm Karo und der Liebe Gott, der 2006 in den österreichischen Kinos Premiere hatte. Der Film, dessen Drehbuch Proskar selber schrieb, wurde beim Filmfestival Rimouski in Kanada mit dem Prix Camério für das beste Drehbuch und mit dem Prix CIFEJ, (der CIFEJ Preis existiert unter der Schirmherrschaft von UNESCO und UNICEF seit 1955 und wird für einen Film vergeben, der die Würde und die Rechte der Kinder in der Welt respektiert) ausgezeichnet. Außerdem wurde der Film von der österreichischen Jugendmedienkommission auch als „sehr empfehlenswert“ eingestuft.
Sie drehte Porträts über Leon Askin (2002, Kamera), Franz Weiss (Schnitt) und Gideon Singer (Regie und Schnitt 2006).

## Filme (Auswahl)
Kinospielfilme:
- 2005: Karo und der Liebe Gott (Regie und Buch)

Kurzfilme:
- 1990: Old House Rock (Filmmusical; Drehbuch und Regie)
- 1993: Pavels Reise (Kurzspielfilm; Drehbuch und Regie)
- 1994: Die schmerzhaften Augenblicke des Kellners (Kurzspielfilm; Drehbuch, Regie, Kamera und Schnitt)

Fernsehbeiträge:
- 1997: Herrn Sommers Reise gegen den Strom (Spieldoku, 40 min, Ausstrahlung im ORF; Regie und Buch)
- 1998: Human Frights - Human Rights (Dokumentation; Regie)
- 2003–2004: 15 Episoden von Tom Turbo (Kinderserie, ORF; Regie)
- 2004: Selbstbestimmt – Indiens starke Frauen (Dokumentation, Beitrag zur ORF-Sendung Orientierung, 20 min; Regie)
- 2005: Teilen macht stark (Dokumentation, Beitrag zur ORF-Sendung Orientierung, 20 min; Regie und Schnitt)
- 2006: Gideon Singer – Mazel Tov (Porträt; Regie und Schnitt)
- 2006: Franz Weiss – Maler des weststeirischen Bauernhimmels (Porträt; Regie und Schnitt)

## Preise
- Corporate Media 2000:
  - Award of Master für die Regie des Dokumentarfilms Human Frights - Human Rights
  - Auszeichnung für hohen Standard für die Regie und das Drehbuch der Spieldoku Dr. Ruhigblut oder Warum Helga nun leichter durch die Welt geht
- Wettbewerb deutschsprachiger Wirtschaftsfilme 2000: Anerkennungspreis
- Prix CIFEJ und Prix Camério für das beste Drehbuch beim Filmfestival Rimouski, Kanada für Karo und der Liebe Gott
- Internationales Filmwochenende Würzburg 2007: Preis für Karo und der Liebe Gott als bester Kinderfilm
- Filmtage Augsburg 2007: Preise für Karo und der Liebe Gott als besten Kinder- und Jugendfilm